# Isoglutamine
L'isoglutamine est un acide γ-aminé isomère de la glutamine, cette dernière étant un acide α-aminé protéinogène. Elle dérive structurellement de l'acide glutamique par amidification du groupe carboxyle du carbone α, donnant un groupe amide.
La D-isoglutamine, de configuration R, peut former l'extrémité C-terminale d'un oligopeptide tel que le muramyldipeptide (MDP), un constituant de la paroi cellulaire de certaines bactéries ; elle peut également se trouver au sein d'un polypeptide en tant qu'acide γ-aminé, comme dans le mifamurtide (en), un dérivé synthétique de MDP utilisé pour traiter l'ostéosarcome.